# Дучи (Лакский район)
Дучи — упразднённое село в Лакском районе Дагестана. На момент упразднения являлось центром Дучинского сельсовета. В 1944 году все население села переселено в село Зориотар Новолакского района.

## Географическое положение
Село располагалось в 4 км к юго-западу от районного центра — села Кумух на реке Гургуларат.

## История
До вхождения Дагестана в состав Российской империи селение входило в состав Казикумухского ханства. Затем центр Дучинское сельское общество Мугарского наибства Казикумухского округа Дагестанской области. В 1895 году селение состояло из 65 хозяйств. По данным на 1926 год село состояло из 75 хозяйств. В административном отношении являлось центром Дучинского сельсовета Лакского района.
Во второй половине XIX века, в селе было сильно развито сифилис.
В 1944 году, после депортации чеченского населения с Северного Кавказа, все население села (96 хозяйств) были переселены на хутора Зандак и Дзури (из которых образовалось село Дучи) бывшего Ауховского района.

## Население
| Год       | 1895 | 1908 | 1926 | 1939 | 1944 |
| --------- | ---- | ---- | ---- | ---- | ---- |
| Население | 341  | 390  | 264  | 301  | 309  |

По переписи 1926 года в селе проживал 264 человека (85 мужчин и 179 женщин), из которых: лакцы — 100 %. Кроме того числилось 64 отходников.